# Драгіньян (округ)
Округ Драгіньян (фр. Arrondissement de Draguignan) — округ у Франції, в департаменті Вар. 2023 року округ об'єднував 54 муніципалітети, населення становило 312 733 особи.
Адміністративний центр (супрефектура) — Драгіньян.

## Муніципалітети
Список муніципалітетів округу та їхні коди INSEE:
1. Ампюс (83003)
2. Баньоль-ан-Форе (83008)
3. Баржем (83010)
4. Баржемон (83011)
5. Бренон (83022)
6. Відобан (83148)
7. Гассен (83065)
8. Гримо (83068)
9. Драгіньян (83050)
10. Кавалер-сюр-Мер (83036)
11. Каллас (83028)
12. Кальян (83029)
13. Клав'єрс (83041)
14. Коголен (83042)
15. Ком-сюр-Артюбі (83044)
16. Ла-Бастід (83013)
17. Ла-Гард-Френе (83063)
18. Ла-Круа-Вальме (83048)
19. Ла-Мартр (83074)
20. Ла-Моль (83079)
21. Ла-Мотт (83085)
22. Ла-Рок-Есклапон (83109)
23. Ле-Бурге (83020)
24. Ле-Мюї (83086)
25. Ле-План-де-ла-Тур (83094)
26. Лез-Адре-де-л'Естерель (83001)
27. Лез-Арк (83004)
28. Лорг (83072)
29. Мон (83080)
30. Монтору (83081)
31. Монферра (83082)
32. Пюже-сюр-Аржан (83099)
33. Раматюель (83101)
34. Реоль-Канадель-сюр-Мер (83152)
35. Рокбрюн-сюр-Аржан (83107)
36. Салерн (83121)
37. Сен-Поль-ан-Форе (83117)
38. Сен-Рафаель (83118)
39. Сен-Тропе (83119)
40. Сент-Антонен-дю-Вар (83154)
41. Сент-Максім (83115)
42. Сеян (83124)
43. Сіян-ла-Каскад (83128)
44. Таннерон (83133)
45. Тарадо (83134)
46. Тран-ан-Прованс (83141)
47. Триганс (83142)
48. Турретт (83138)
49. Фаєнс (83055)
50. Фіганьєр (83056)
51. Флеоск (83058)
52. Фрежус (83061)
53. Шатов'є (83040)
54. Шатодубль (83038)